# Cläre Lehmann

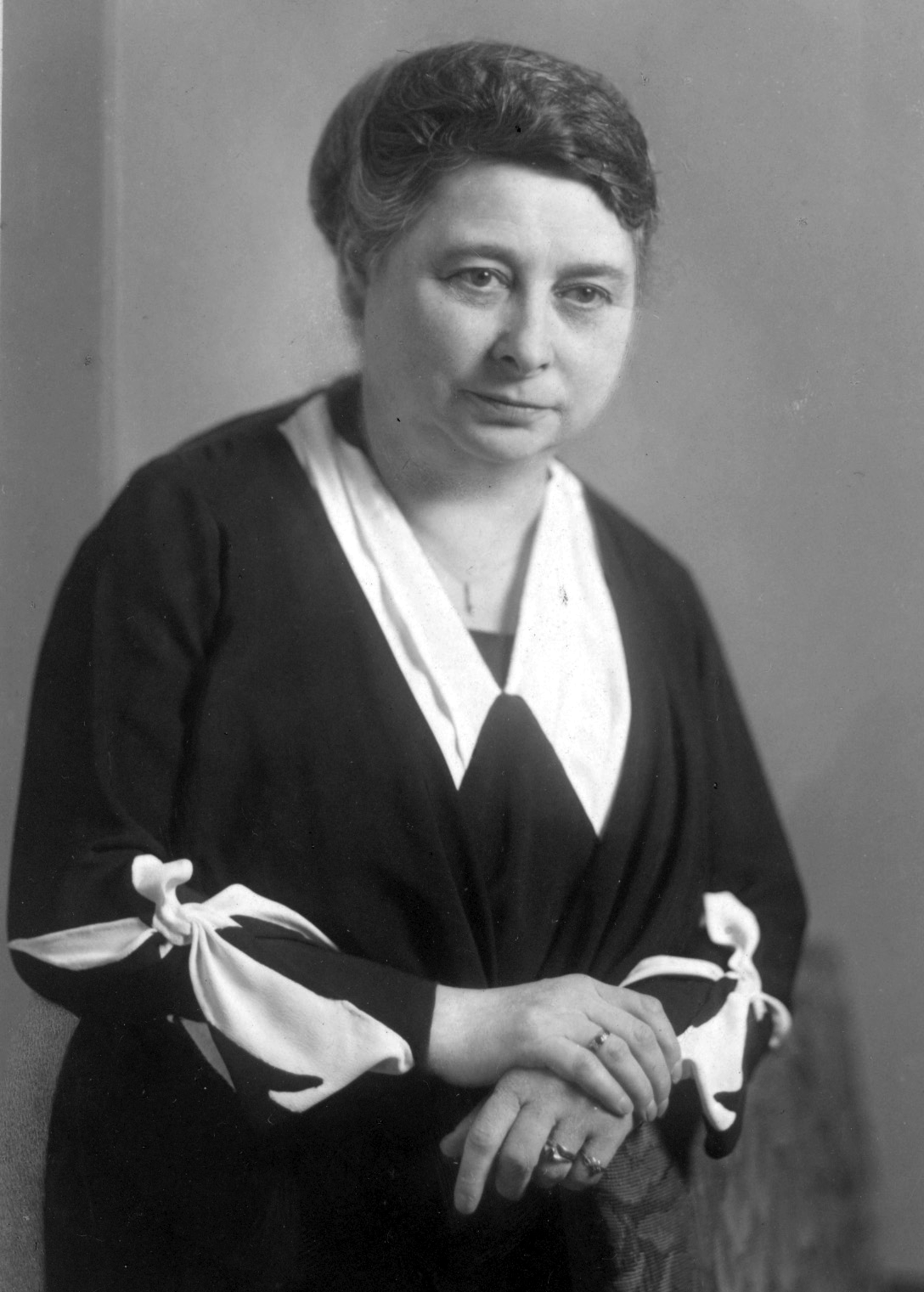
Clara Lehmann, genannt Cläre, 1930er Jahre

Cläre Lehmann (geboren als Clara Lehmann am 22. September 1874 in Linden bei Hannover; gestorben am 6. Januar 1942 in Hamburg-Harvestehude), genannt „Clärchen“, war eine deutsche Pädagogin, Gründerin und Direktorin einer Privatschule in Hamburg.

## Familie
Cläre Lehmann wurde als siebtes von neun Kindern des Pferdehändlers Gottschalk Lehmann (geboren am 30. Dezember 1833 in Polle bei Hameln; gestorben am 9. Juli 1890 in Linden bei Hannover) und dessen Ehefrau Catharine „Käthchen“, geb. Davis (geboren am 22. September 1836 in Altenkirchen bei Coblenz), in der Falkenstraße 66 zu Linden geboren.
Sie hatte sechs ältere Geschwister,
- Ida (geboren am 19. Juli 1862 in Linden),
- Theodor (geboren am 12. Januar 1864 in Linden; gestorben 1916),
- Emma (geboren am 2. Januar 1866 in Linden),
- Richard (geboren am 18. September 1867 in Linden; gestorben am 11. März 1940 in Hamburg),[5]
- Louis (geboren am 13. Juli 1869 in Linden; gestorben am 13. Juni 1870 ebenda) und
- Mathilde „Tilli“ (geboren am 7. Oktober 1872 in Linden; gestorben am 14. Oktober 1931 in Hamburg, verheiratete Grünhut),[6]

von denen eines bereits im Kleinkindalter verstarb. Außerdem hatte sie zwei jüngere Schwestern, 
- Laura Margarethe „Grete“ (geboren 22. April 1877 in Linden,[7] gestorben am 22. Juli 1939 in Hamburg)[8] und
- Anna (geboren am 8. September 1878 in Linden;[9] gestorben am 6. Januar 1942 in Hamburg).[10][3]

## Ausbildung und Auslandstätigkeit
Cläre Lehmann besuchte eine Höhere Töchterschule und absolvierte anschließend das Lehrerinnenseminar, an dem sie das Staatsexamen bestand, um damit an mittleren und höheren Mädchenschulen unterrichten zu können. Nachdem ihre gesamte Familie nach Hamburg umgezogen war, unterrichtete sie dort an verschiedenen Höheren Töchterschulen. Als sich eine Gelegenheit bot, in England weitere berufliche Erfahrungen zu machen, zog sie gemeinsam mit ihrer jüngeren Schwester Anna nach Manchester. Dort übernahm Cläre die Leitung einer Preparatory School in Victoria Park, die auf die Manchester High School for Girls und die Manchester Grammar School vorbereitete. Für diese Preparatory School bestand ein Pensionat für deutsche Mädchen, in dem Cläres jüngere Schwester Anna tätig wurde.

## Wechsel von Töchter- zu Knabenschulen
Durch den Ausbruch des Ersten Weltkrieges im August 1914 mussten die beiden Schwestern ebenso wie ihre deutschen Schülerinnen zurück nach Deutschland. Dort herrschte durch den Kriegsausbruch, die zahlreichen Kriegsfreiwilligen bzw. die eingezogenen Männer an den Schulen ein großer Mangel an Lehrern. Auf diese Weise gelangte Cläre Lehmann nacheinander an die Oberrealschule Eppendorf (heute: Gymnasium Eppendorf) und die Oberrealschule auf der Uhlenhorst (später Berufsschule des Handwerks) in der Averhoffstraße 38, an denen sie von nun an Knaben unterrichtete.

## Gründung einer Privatschule
Im Jahr 1918 entschloss sie sich zur Selbständigkeit und gründete im Stadtteil Harvestehude die private Vorschule des Fräuleins Cläre Lehmann für Knaben, im Hamburger Adressbuch verzeichnet ab der Ausgabe für 1920. Dazu konnte sie Räumlichkeiten der Backstein-Stadtvilla in der Heilwigstraße 46 nutzen, ein über Eck gebautes großzügiges Gebäude mit vorgebautem Pavillon, das über einen zentralen Zugang und einen Seiteneingang mit zwei Treppenhäusern verfügt, und dessen Grundstück rückseitig an die Alster grenzt.
Für das Gebäude war ihr älterer Bruder Richard, ein Privatier, ab 1918 als Besitzer eingetragen, während ihre dort mitwohnende jüngere Schwester Anna in der Mönckebergstraße 11 (Rappolthaus) ab 1920 zeitweise eine Handelsvertretung der Schokolade-Werke Deli AG aus dem böhmischen Lobositz unterhielt. Es liegt nahe, dass Richard Lehmann das Gebäude erworben hat, um die Privatschulgründung durch seine jüngere Schwester Cläre zu ermöglichen, weil mit dem vorherigen Besitzer des Hauses zum selben Zeitpunkt auch dessen Mieter, darunter ein den Pavillon nutzender Verein, nicht mehr unter dieser Wohnanschrift verzeichnet waren.

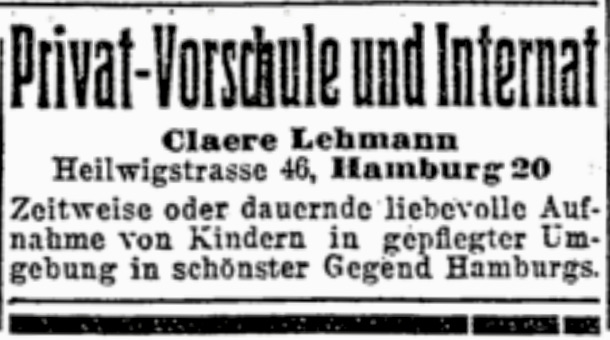
Werbliches Inserat in der CV-Zeitung, 20. Mai 1937

Der damals mit anderer Bedeutung als heute verwendete Begriff Vorschule stammt aus dem Kaiserreich. Vorschulen wurden während des Verlaufs der Weimarer Republik zugunsten der Grundschule bis auf wenige Ausnahmen offiziell aufgehoben (siehe Weimarer Reichsverfassung, Artikel 146 und Weimarer Schulkompromiss). Cläre Lehmann verwendete den Begriff Vorschule ausweislich der hier abgebildeten Werbeinserate auch noch 1937 und bis einschließlich Dezember 1939. Die Vorschule der Cläre Lehmann entsprach in etwa einer heutigen Grundschule, da sie sechs- bis zehnjährige Knaben aufnahm, unterschied sich jedoch dadurch, dass sie teil- und zeitweise mit Internat betrieben wurde. Vorschulen boten meist drei Klassen- bzw. Jahrgangsstufen und bereiteten auf den Besuch eines Gymnasiums vor.
Eine private Vorschule wurde ausschließlich von Kindern wohlhabender Eltern besucht, da ein erhebliches Schulgeld zu bezahlen war, insbesondere für Interne eines Internats war dieses ein signifikanter Kostenfaktor. Der Unterricht in einer solchen privaten Vorschule führte üblicherweise zu einem sehr guten Bildungsniveau, das diesen Schülern einen guten Start beim Eintritt in ein Gymnasium ermöglichte. Viele Vorschüler aus solchen Privatschulen besuchten anschließend ein Internat, ergo weiterhin eine Privatschule. Ein Wechsel dieser Schüler in staatliche Schulen ergab sich eher selten und kam meist durch pekuniäre Probleme zustande (Inflation und Hyperinflation, Weltwirtschaftskrise).
Der Unterricht in der Heilwigstraße 46 begann mit vierzehn Schülern. Die Schülerzahl wuchs jedoch mit jedem Schuljahr deutlich an und lag 1924 bereits bei 90, im Jahr 1930 sogar bei 110 Schülern, obwohl die Lizenz auf 95 Schüler limitiert war. Die Schule nahm zeitweise Interne (Schüler, die im Internat wohnten) und Externe (Schüler, die bei ihren Familien wohnen blieben) auf. Durch Zeitzeugen überliefert, sind einzelne Kinder temporär auch als reine Pensionsgäste aufgenommen worden. Dies insbesondere, wenn deren Eltern verreisten, primär wohl während der NS-Zeit um die Mitte der 1930er Jahre, als Deutsche jüdischer Abstammung versuchten, im Rahmen ihrer Emigrationsbemühungen die damit verbundenen Angelegenheiten direkt im Ausland bzw. in Übersee zu klären. Eine konfessionelle Beschränkung der Vorschule der Cläre Lehmann gab es nicht, es wurden Kinder aus christlichen und jüdischen Elternhäusern aufgenommen. Die Kinder aus protestantischen Familien bildeten dort eine deutliche Mehrheit.

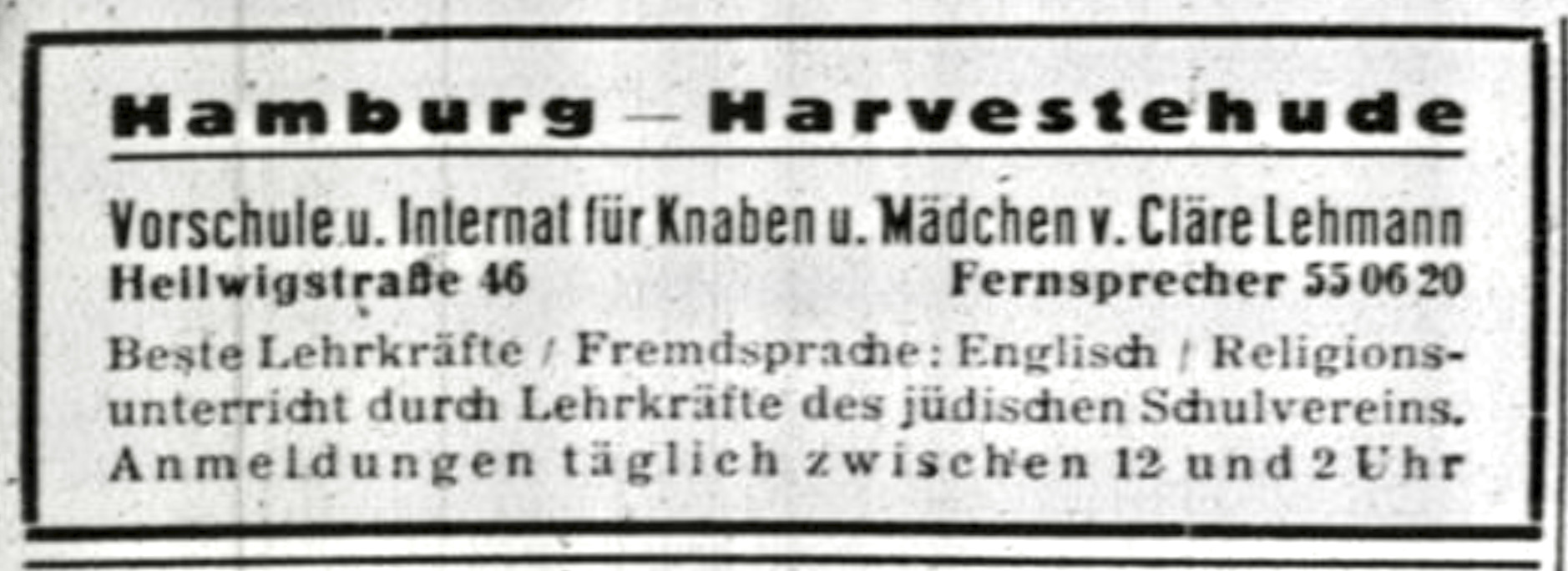
Werbliches Inserat im Jüdischen Gemeindeblatt für das Gebiet der Hansestadt Hamburg, 10. Dezember 1937

Ab 1933 allerdings wurden aufgrund der zunehmenden Ausgrenzung und Diskriminierung an staatlichen Schulen vermehrt jüdische bzw. „nicht-arische“ Kinder aufgenommen. Nach Angaben eines männlichen jüdischen Zeitzeugen, der als Kind zusammen mit seiner Schwester in der Stadtvilla der Geschwister Lehmann untergebracht war, seien dann ausschließlich jüdische Mädchen unterrichtet worden. Im Juli 1937 charakterisierte die Schulbehörde die Privatschule des Fräuleins Cläre Lehmann als „Filiale der Talmud Tora Schule“, da sie zu einer rein jüdischen Grundschule umgewandelt wurde. Zu dieser Zeit weist ein werbliches Inserat aus, dass sowohl Mädchen als auch Knaben aufgenommen und in jüdischer Religion unterrichtet wurden (siehe Abbildung). 1937 wurden in vier Klassen noch 70 Schüler unterrichtet, im Mai 1938 nur noch 52, möglicherweise im Kontext zunehmender Emigration.
Nach 21 Jahren Schulbetrieb wurde die Privatschule der Cläre Lehmann zum 1. Januar 1940 geschlossen. Die zuletzt verbliebenen Schüler seien der „Volks- und Oberschule für Juden“ in der Carolinenstraße 35 zuzuführen. Cläre Lehmann wies die Schulbehörde vergeblich darauf hin, dass sich die meisten Kinder ihrer Schule aufgrund von deren christlicher Konfession nicht für eine Eingliederung in eine jüdisch-orthodox geführte Schule eigneten. Zudem seien mehrere ihrer Schüler behindert und benötigten daher eine individuelle Zuwendung und eine Förderung in kleinen Gruppen.

## Von der Privatschule zum Pensionsbetrieb

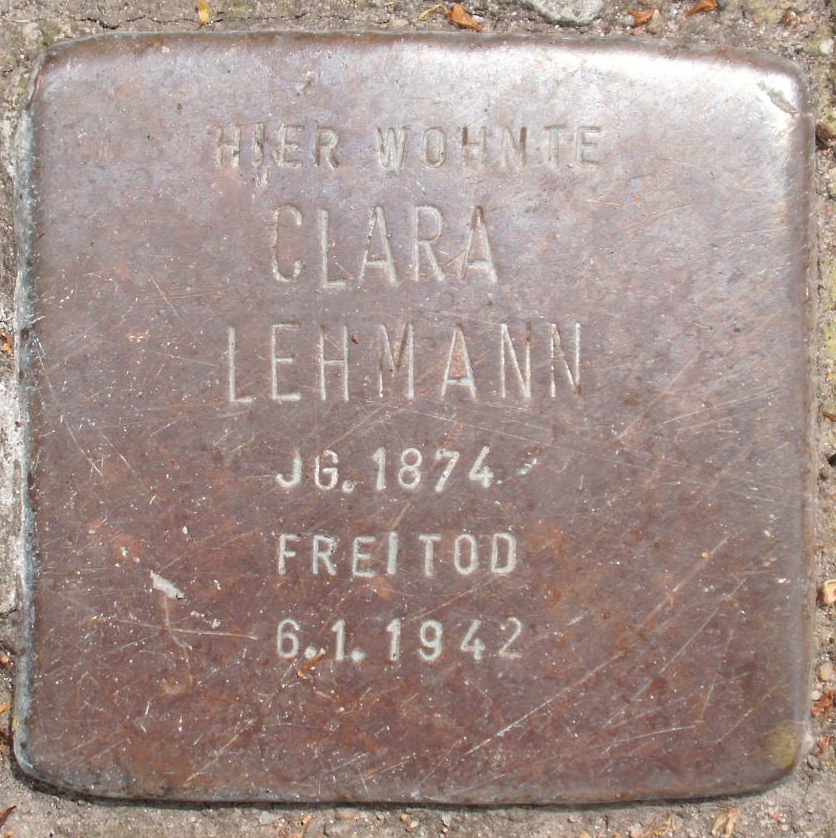

Cläre Lehmann war Mitglied der liberalen Gemeinde (Jüdisch-Liberaler Gemeindeverein, gegründet 1931) in Hamburg, an deren Arbeit sie ausweislich des Protokolls der Mitgliederversammlung vom 14. Dezember 1937 aktiv beteiligt war.
Richard Lehmann hatte das Anwesen Heilwigstraße 46 mit dem Gebäude bereits vor seinem Tod an seine Schwestern übertragen. Anna und Cläre Lehmann richteten nach dem Tod ihrer Schwester Grete im Juli 1939 und dem Tod ihres älteren Bruders Richard, der 72-jährig im März 1940 verstarb, in der Stadtvilla eine Pension für Juden ein, die aus ihren Wohnungen bzw. Häusern durch „Arisierung“ oder als Folge anderer NS-Maßnahmen hatten ausziehen müssen. Sie selbst zogen sich in ein einzelnes Zimmer der obersten Etage zurück. Ab dem 15. September 1941 mussten sowohl die beiden Schwestern als auch ihre Pensionsmieter den gelben Stern gut sichtbar auf ihrer Straßenbekleidung tragen. Ab dem Spätherbst 1941 begannen in Hamburg die Deportationen von Juden, auch Mitbewohner aus der Heilwigstraße 46 wurden zwangsweise in den Osten transportiert.
Am 6. Januar 1942 wurden Anna und Cläre Lehmann von einem in ihrer Pension wohnenden Arzt in ihren Betten tot aufgefunden, sie hatten Suizid begangen. Ein auf dem Nachttisch aufgefundener geöffneter Brief enthielt eine Vorladung zum Judenreferat der Gestapo in der Düsternstraße mit Termin am 6. Januar 1942.

## Bekannte Personen mit Bezug zu Cläre Lehmann bzw. Schule, Internat, Pension
- Alfred Schärs Ehefrau Antonie (geboren am 16. Juli 1894 in Deumen; gestorben am 21. März 1965), geborene Ludwig, genannt „Toni“, arbeitete von 1930 bis 1934 als Lehrerin in der privaten Vorschule mit Internat der Cläre Lehmann. Das Ehepaar nahm während der NS-Zeit jüdische Hamburger Kinder aus der Vorschule bei sich auf, deren Eltern sich aufgrund ihrer Emigrationsbemühungen temporär – teils über Monate – im Ausland bzw. in Übersee aufhielten.[34] Dabei ging es um eine Entlastung Cläre Lehmanns, die während der NS-Zeit einen starken Zuwachs solcher Fälle zu verzeichnen hatte.
- Der Hamburger Reeder Julius Schindler, ein bedeutender Ölim- und exporteur, finanzierte seinem jüngsten Sohn Fritz Schindler (geboren am 30. Januar 1920 in Hamburg; gestorben am 5. Februar 2016 in Straßburg, Elsass, Frankreich) die gesamte Schulzeit in der privaten Vorschule der Cläre Lehmann. Direkt im Anschluss, zum Schuljahr 1930/31, wechselte Fritz in die Sexta des von Martin Luserke geleiteten reformpädagogischen Landerziehungsheims Schule am Meer auf die Nordseeinsel Juist.[35] Nach seiner Emigration in die USA nannte er sich Frederick Charles Schindler, sein ursprünglicher Vorname Fritz blieb als Spitzname erhalten.
- Der Hamburger Bankier Paul Michael Mendel lebte 1942 zusammen mit seiner Ehefrau Anna Marie Mendel (geboren am 28. Dezember 1876 in Hamburg; gestorben am 4. Januar 1944 im Ghetto Theresienstadt), geborene Arnheim,[36][37] zwangsweise in der Pension der Cläre Lehmann, in der ihnen zwei Zimmer zugewiesen worden waren. Sie wurden von dort in das Ghetto Theresienstadt deportiert, in dem sie umkamen.

## Nekrolog
Anna und Cläre Lehmann wurden ihrem letzten Wunsch entsprechend eingeäschert und ihre Urnen am 22. April 1942 auf dem Jüdischen Friedhof Ohlsdorf beigesetzt.
Vor dem Gebäude Heilwigstraße 46 wurden Stolpersteine für Cläre und Anna Lehmann sowie den Arzt Berthold Jungmann (1868–1944), der zuletzt in der Pension wohnte, verlegt.